# Cerro Gordo Landing
Cerro Gordo Landing era un insediamento nella contea di Inyo in California. Si trovava sulla sponda ovest del Lago Owens, 1 miglio (1,6 km) sud sudest di Keeler.